# 29438 Zhengjia
29438 Zhengjia este o planetă minoră (asteroid), cu un diametru de 1,794 km, din centura de asteroizi. A fost descoperită pe 26 iunie 1997 la Xinglong Station⁠(d) de Beijing Schmidt CCD Asteroid Program⁠(d). 
Obiectul prezintă o orbită caracterizată de o semiaxă mare de 2,2372903 UAi, o excentricitate de 0,04, o înclinație de 8,71008 ° în raport cu ecliptica.